# Mona de nit
Les mones de nit (Aotus) són un gènere de micos del Nou Món, l'únic de la família dels aòtids. Tenen una ampla difusió als boscs de Centreamèrica i Sud-amèrica, des de Panamà fins al Paraguai i el nord de l'Argentina. Les espècies que viuen a altituds superiors tendeixen a tenir un pelatge més espès que els micos que viuen al nivell del mar.